# 両親の日
両親の日は母や父に感謝を表す行事を行う記念日。各国で行われている。

## 国際親の日
国際親の日（英語: Global Day of Parents）は国際デーの1つ。6月1日。
1983年、社会開発委員会の訴えにより、1989年の国連総会で1994年を「家族の国際年」にすることが宣言される。1993年の国連総会では、毎年5月15日を「国際家族デー」とすることが定められ、2012年の国連総会では6月1日を「国際親の日」として宣言した。

## コンゴ民主共和国
コンゴ民主共和国では8月1日を両親の日（フランス語: fête des parents）と定めており、祝日となっている。

## 大韓民国
両親の日（朝鮮語: 어버이날）は大韓民国の法定記念日の1つで5月8日。休日には定められていない。
韓国以外の国々では母の日、父の日という母や父に感謝を表す行事を行う日があることもある。韓国でもかつては母の日が定められていたが、母のみであることに疑問の声が上がるようになり、韓国政府は1973年に性別に関係なく親を敬う日として「両親の日」に名称を変更した。
韓国では、この日、両親と共に外食をしたり、家に集まってケーキを食べるなどして過ごすことが多い。休日、祝日には設定されていないため、年によっては平日になって仕事などのために集まることが難しいこともあるが、短時間でも実家に顔を出す、プレゼントを届けるなどがされている。
日本においては母の日にカーネーションの花を母に贈る習慣が根付いているが、両親の日も同様にカーネションを贈ることが習慣となっている。両親に健康で長生きしてほしいという思いから、健康食品やサプリメントを贈る人も多い。特に高麗人参の健康食品やサプリメントは人気となっている。また、両親の日の時期になると健康食品のテレビコマーシャルや広告も増える。
韓国では5月5日が子供の日（어린이날）、5月21日がカップルの日（부부의 날）という法定記念日を定めている。5月には家族に関係する記念日が多いことから、韓国では5月を「家庭の月」と呼ぶこともある。

## 日本
日本記念日協会は、9月30日を「両親の日」と定めている。
9月30日を逆に「039」と並べ、「お父さん、お母さん（0）、サンキュー（39）」の語呂合わせから。